# Wyszków Śląski
Wyszków Śląski (deutsch Wischke, auch Wischkau bzw. Wieschke, 1936–1945 Lindendorf O.S.) ist ein Ort in der Stadt- und Landgemeinde Nysa im Powiat Nyski (Kreis Neisse) der Woiwodschaft Opole (Oppeln) in Polen.

## Geographie
Das Angerdorf Wyszków Śląski liegt etwa fünf Kilometer östlich von Nysa (Neiße) und 56 Kilometer südwestlich von Opole in der Schlesischen Tiefebene. Durch den Ort verlaufen die Droga krajowa 41 und die Droga wojewódzka 407. Der Bahnhof Wyszków Śląski liegt an der Bahnstrecke Nysa–Opole. Nördlich des Dorfes fließt die Glatzer Neiße.
Nachbarorte von Wyszków Śląski sind im Osten Kubice (Kaundorf), im Südosten Domaszkowice (Ritterswalde), im Süden Niwnica (Neunz) und im Westen Nysa (Neiße) und Konradowa (Konradsdorf).

## Geschichte

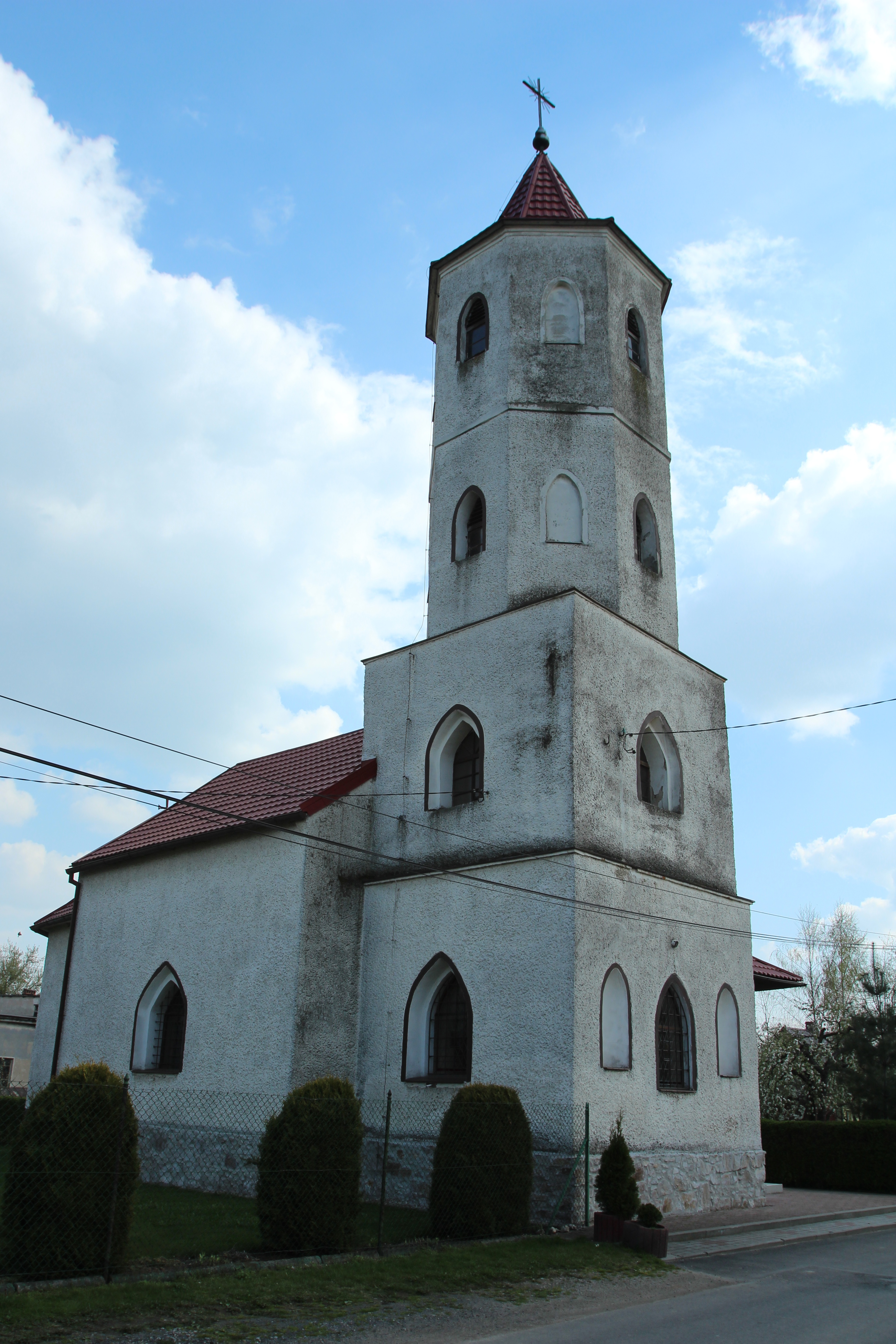
Kirche St. Georg

„Viscow“ wurde erstmals im Jahre 1284 urkundlich erwähnt. Im Breslauer Zehntregister Liber fundationis episcopatus Vratislaviensis aus den Jahren 1295–1305 ist die Schreibweise Wyscow belegt, 1359 Wisschow, 1372 Wyska und 1379 Wischcow. 1588 erfolgte eine Erwähnung als Wieschkaw.
Nach dem Ersten Schlesischen Krieg 1742 fiel Wischke mit dem größten Teil Schlesiens an Preußen.
Nach der Neuorganisation der Provinz Schlesien gehörte die Landgemeinde Wischke ab 1816 zum Landkreis Neisse, mit dem es bis 1945 verbunden blieb. 1822 wurde ein Glockenturm für die Brandglocke (ist damit Feuerwehr gemeint?) und eine kleine Kapelle erbaut. 1845 bestanden im Dorf eine Betkapelle und 36 weitere Häuser. Im gleichen Jahr lebten in Wischke 223 Einwohner, allesamt katholisch. 1855 lebten 238 Menschen im Ort. 1865 zählte der Ort vier Erbscholtiseien, neun Bauernhöfe, drei Gärtner- und 17 Häuslerstellen. 1874 wurde der Amtsbezirk Neunz gegründet, dem die Landgemeinden Kaundorf, Neunz und Wischke eingegliedert wurden. 1885 zählte Wischke 253 Einwohner. 1887 erhielt Wischke mit der eröffneten Bahnstrecke Oppeln–Neiße einen Anschluss an das Oberschlesische Eisenbahnnetz.
1933 lebten in Wischke 255 Bewohner. Am 18. August 1936 wurde der Ort im Zuge einer Welle von Ortsumbenennungen der NS-Zeit in Lindendorf O.S. umbenannt. 1939 zählte Lindendorf 242 Einwohner.
Als Folge des Zweiten Weltkriegs fiel Wischke 1945 mit dem größten Teil Schlesiens an Polen und wurde in Wyszków Śląski umbenannt. Die deutsche Bevölkerung wurde 1946 vertrieben. Die neu angesiedelten Bewohner waren teilweise Zwangsumgesiedelte aus Ostpolen, das an die Sowjetunion gefallen war. 1950 kam Wyszków Śląski zur Woiwodschaft Opole. 1999 wurde es dem Powiat Nyski eingegliedert.
Seit 2017 besteht östlich des Dorfes die Umgehungsstraße Droga krajowa 41.

## Sehenswürdigkeiten
- Die römisch-katholische St.-Georg-Kirche (Kościół św. Jerzego) wurde in den Jahren 1822–1824 erbaut.[4]
- Steinerne Wegekapelle mit Marienbildnis
- Wegekreuz

## Vereine
- Freiwillige Feuerwehr OSP Wyszków Śląski
- Fußballverein LZS Wyszków Śląski